# Karine Joly
 (janvier 2021).
Si vous disposez d'ouvrages ou d'articles de référence ou si vous connaissez des sites web de qualité traitant du thème abordé ici, merci de compléter l'article en donnant les références utiles à sa vérifiabilité et en les liant à la section « Notes et références ».
Karine Joly née le 16 juin 1981, est championne du monde de freefly, une discipline artistique du parachutisme sportif.

## Biographie
Architecte d'intérieur à Monaco, elle crée en 2008 une équipe de freefly pour s'épanouir dans sa passion avec son compagnon Greg Crozier. En 2009, elle intègre l'équipe de France espoir de la Fédération française de parachutisme. En 2011, elle devient membre de l'équipe de France pendant quelques mois.  2014, elle devient parachutiste professionnelle, brevet délivré par la Direction générale de l'aviation civile (DGAC).
En 2016, elle devient moniteur de vol 3D, certificat professionnel délivré par le CPNEF et la FFP et directrice générale de la société SAS Airwax, pour pouvoir réaliser toutes les prestations indoor et outdoor liées au parachutisme. En 2018, elle commence sa carrière de compétitrice en two way dynamic (D2W), discipline de vol indoor. Elle souhaite ainsi renforcer ses compétences de compétiteur de haut niveau et préparer au mieux les prochains championnats du Monde de parachutisme en Australie. En octobre 2018, c'est la consécration de dix ans ce travail : l'équipe de France de freefly Airwax remporte le titre de champion du monde. 
Karine Joly, performer de cette équipe qu'elle a cofondée avec Greg Crozier, devient la troisième femme à remporter ce titre.

## Palmarès
Avec Greg Crozier, ils remportent en 2012 la coupe du monde de freefly (compétition FAI de catégorie 1). Le duo et leur coéquipier-videoman sont sélectionnés en août 2016 pour représenter la France. Devenus l'Équipe de France 1, ils disputent les championnats du monde de freefly de 2016 et 2018. Ils remportent cette dernière édition en octobre 2018. Seuls vingt athlètes au monde possèdent ce titre. En freefly, la France compte à ce jour cinq victoires, les États-Unis trois et la Russie deux victoires.
Outre ces deux plus grandes victoires, Karine Joly est : 
- 12 fois recordwoman du monde de vol en grande formation, dont 1 record du monde féminin
- vice-championne d'Europe 2017 ;
- Vainqueur du championnat d'Europe 2012 (hors délégation)
- 2 fois recordwoman d'Europe de vol en grande formation ;
- 3 fois championne de France ;
- 3 fois recordwoman de France de vol en grande formation ;
- 6 fois vainqueur de Coupe de France ;
- 30 compétitions, 30 podiums en parachutisme : 16 médailles d'or, 8 médailles d'argent, 6 médailles de bronze ;
- 12 fois représentant de la France en compétition FAI et record FAI.
- Vice-championne de France 2020 de D2W: CDF FFP indoor 2020
- 2 Podiums en indoor skydiving, dans la catégorie vol dynamique à 2 « D2W » Karine Joly a été promu « Ambassadeur du sport » du département des Alpes-Maritimes et elle est décorée à ce jour, de trois médailles officielles.

## Distinctions
- Chevalière de l'ordre national du Mérite (2025)[2]
- Médaille de la jeunesse, des sports et de l'engagement associatif, argent (2020)
- Médaille de la Ville de Nice[3]